# Aniuar Geduev
Aniuar Borisovich Geduev (em russo:  Аниуар Борисович Гедуев; Psygansy, 26 de janeiro de 1987) é um lutador de estilo-livre russo, medalhista olímpico.

## Carreira
Geduev competiu na Rio 2016, na qual conquistou a medalha de prata, na categoria até 74 kg.